# 로버트 애그뉴

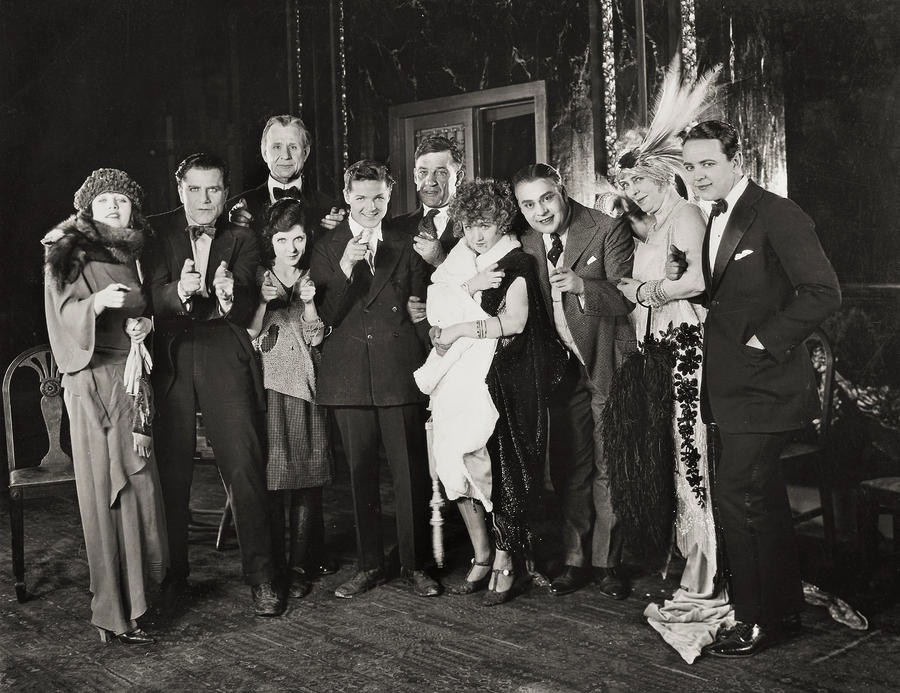

로버트 애그뉴(Robert Agnew, 1899년 6월 4일 ~ 1983년 11월 8일)는 미국의 배우, 영화배우이다.
팜스프링스에서 사망하였다.

## 영화
- 1933년의 황금광들 (1933년)
- 더 하트 오브 브로드웨이 (1928년)
- 더 스페인 댄서 (1923년)